# Joaquim Ferreira Lopes
Joaquim Ferreira Lopes OFMCap. (ur. 13 października 1949 w Santo Tirso) – portugalski duchowny rzymskokatolicki posługujący w Angoli, w latach 2007-2019 biskup Viana.

## Życiorys
Święcenia kapłańskie przyjął 25 maja 1975 w zakonie kapucynów. Przez rok pełnił funkcję mistrza zakonnego postulatu w Lizbonie. W 1976 wyjechał do Angoli i został wykładowcą filozofii w seminarium duchownym w Luandzie. W 1987 został krajowym dyrektorem Papieskich Dzieł Misyjnych, a w 1995 także wikariuszem generalnym archidiecezji luandzkiej. W latach 1999–2001 był radcą angolskiej wspólnoty kapucyńskiej.

### Episkopat
21 listopada 2001 papież Jan Paweł II mianował go pierwszym biskupem nowo utworzonej diecezji Diecezja Dundo. Sakry biskupiej udzielił mu 3 lutego 2002 bp José Francisco Moreira dos Santos.
6 czerwca 2007 papież Benedykt XVI erygował diecezję Viana i mianował bp. Ferreirę jej pierwszym biskupem. 11 lutego 2019 złożył rezygnacje. 